# XVIIe Siècle (revue)
Ne doit pas être confondu avec XVIIe siècle.
XVIIe Siècle est une revue scientifique trimestrielle française portant sur le XVIIe siècle dans son ensemble. Elle est pluridisciplinaire par vocation. Elle est publiée par la Société d'étude du XVIIe siècle avec le concours du Centre national du livre (CNL) et éditée par les Presses universitaires de France.
Fondée en 1949 et publiée depuis lors sans interruption, la revue a pour objectif de diffuser les résultats de la recherche sur le XVIIe siècle français et européen, et de les mettre à disposition à la fois des chercheurs spécialistes et d'un public plus large.

## Politique de publication
La revue XVIIe Siècle fait l’objet d’une programmation qui s’efforce de maintenir un équilibre entre plusieurs disciplines scientifiques : histoire, histoire de l'art, histoire du droit, linguistique, littérature, musicologie, philosophie.
Le dialogue entre les différents champs disciplinaires est favorisé notamment dans le cadre des numéros réunissant des varia. Ceux-ci alternent avec des numéros thématiques élaborés sous la direction d’un ou plusieurs spécialistes reconnus du thème abordé. Chaque article soumis fait l’objet d’une double expertise, sous couvert d’anonymat. Chaque numéro de la revue propose également la recension d'ouvrages récemment parus sur le XVIIe siècle (environ cent trente recensions par an).
Afin de répondre aux attentes d’un public international, la revue intègre depuis le deuxième trimestre 2017 pour chaque article publié un résumé et un ensemble de mots clés en français et en anglais. La revue est référencée par l'ERIH PLUS (European Reference Index for the Humanities and Social Sciences).

## Consultation en ligne
Depuis janvier 2015, un partenariat avec la Bibliothèque nationale de France a permis la numérisation exhaustive des livraisons antérieures à 2000. Ces dernières sont désormais disponibles en mode image et en accès gratuit dans la bibliothèque numérique Gallica. Depuis le premier numéro de 2001 au dernier numéro paru, tous les numéros sont disponibles en ligne en texte intégral sur Cairn.